# Erik Boije (död 1668)
Erik Boije af Gennäs, död 1668, var en svensk militär.

## Biografi
Erik Boije af Gennäs var son till överstelöjtnanten Erik Boije af Gennäs och Anna Fleming. Han blev 1655 ryttmästare vid överste Yxkulls regemente, 15 januari 1656 major, 18 september 1657 överstelöjtnant och 1659 överstelöjtnant vid Nylands och Tavastehus läns kavalleriregemente. Boije blev 29 oktober 1662 överstelöjtnant vid Adelsfanan i Sverige och Finland och 1664 överste. Han blev 19 augusti 1664 underjägmästare i Finland. Boije avled 1668 och begravdes 31 maj samma år i Åbo domkyrka.

### Egendom
Boije ägde Isnäs i Pernå socken och Strömsnäs i Viborgs socken, Viljais i Rimito socken och Kommila i Hauho socken.

### Familj
Boije gifte sig första gången med Anna Stubbe (död 1656), dotter av ståthållaren Henrik Stubbe och Cecilia Tawast. De fick tillsammans barnen ryttmästaren Henrik Boije (död 1684) vid Hälsinge regemente, en son (död 1656) och tre barn som avled i pesten 1658.
Boije gifte sig andra gången 1657 med Constania Koskull (död 1657), dotter till landshövdingen Anders Koskull och Catharina Frankelin.
Boije gifte sig tredje gången med Maria Margareta Klingspor (död 1667), dotter till majoren Johan Gustaf Klingspor och Anna Stjernfelt. Maria Margareta Klingspor var änka efter majoren Henrik Koskull. Klingspor och Boije fick tillsammans barnen löjtnanten Erik Gustaf Boije, kaptenen Johan Gustaf Boije (1665–1737), löjtnanten Mårten Boije vid Östgöta infanteriregemente och översten Anders Boije (1668–1727).
Boije gifte sig fjärde gången med Sofia Beurraeus (död 1671), dotter till ståthållaren Tomas Beurraeus och Sofia Hansdotter.